# Ctenotus astarte
Ctenotus astarte (гребневухий сцинк Астарти) — вид сцинкоподібних ящірок родини сцинкових (Scincidae). Ендемік Австралії.

## Поширення і екологія
Гребневухі сцинки Астарти мешкають на крайньому заході Квінсленду, а також на північному сходу Південної Австралії та, можливо, на південному сході Північної Території. Вони живуть в сухих саванах і чагарникових заростях та на луках.